# 許靈
許靈為中國清朝武官官員，本籍福建。行伍出身的許靈於1840年（道光20年）奉旨接替張朝發，於台灣地區擔任台灣水師協副將。而隸屬台灣鎮之下的此官職是台灣清治時期的這階段，全台灣的海防軍事層級最高武將，其統帥三標水營，數千名水師兵勇。
| 前任： 張朝發 | 台灣水師協副將 1840年上任 | 繼任： 江奕喜 |